# شبه جزيرة يوتلاند
يُتلَند أو (نقحرة: يوتلاند)، هي شبه جزيرة في شمال أوروبا تُشكّل الجزء القاري من الدنمارك بالإضافة إلى جزء من شمال ألمانيا (ولاية شليسفيغ-هولشتاين).
تمتد يولاند من رأس غرينن في الشمال إلى ملتقى نهري إلبه وزوده في الجنوب الشرقي. أما الحدود الجنوبية التاريخية ليولاند كمنطقة ثقافية-جغرافية، والتي كانت تشمل تقليديًا شليسفيغ الجنوبي، فهي نهر آيدر غير أن حدود شبه الجزيرة الجغرافية تتعدى نهر إيدر لتشمل أيضًا مناطق مثل هولشتاين، ودوقية لاونبورغ السابقة، ومعظم هامبورغ ولوبيك.
تتسم جغرافية يولاند بسطحها المنبسط، مع تلال أكثر انحدارًا في الجزء الشرقي، ومرتفع طفيف يمر بوسطها. وتتميز غرب يولاند بأراضيها المفتوحة وسهولها ومستنقعات الخث، في حين يتميز شرقها بتربته الخصبة ووجود البحيرات والغابات الكثيفة. وتُعرف السواحل الجنوبية الغربية منها بمنطقة بحر وادن، وهي منطقة ساحلية فريدة من نوعها تمتد عبر الدنمارك وألمانيا وهولندا.
أطول أنهار شبه الجزيرة هو نهر إيدر، الذي ينبع قريبًا من بحر البلطيق، لكنه يتجه نحو بحر الشمال بسبب وجود تلة جليدية (مورين). أما أطول نهر في الدنمارك فهو نهر غودينو [الإنجليزية].
ولتفادي الإبحار حول كامل شبه الجزيرة للوصول إلى بحر البلطيق، تم إنشاء قناة كيل، وهي أكثر الممرات المائية الصناعية ازدحامًا في العالم، وتقطع شبه الجزيرة من الجنوب.
وترتبط يولاند بجزيرة فونين عبر جسر الحزام الصغير القديم والجديد، بينما ترتبط فونين بجزيرة زيلاند ومدينة كوبنهاغن عبر جسر الحزام الكبير.

## الكيمبريون والأمبرونيون
الكيمبريون قبيلة جرمانية هددت إلى جانب التوتونيون والأمبرونيون الجمهورية الرومانية في أواخر القرن الثاني قبل الميلاد. المصادر القديمة تشير إلى أن ديارهم الأصلية تقع في شمال يُتلَند.
الأمبرونيون قبيلة ظهروا لفترة قصيرة في المصادر الرومانية العائدة إلى قرن الثاني قبل الميلاد. موقعهم في بداية تاريخهم القصير كان على ساحل شمال أوروبا شمال الراين في جزر فريزيا، في المنطقة التي تقع يسار زويدر زي ويولاند، والتي تشاركوا فيها مع جيرانهم القريبن السمبريين والتوتونيين.

## حرب الثلاثين عاماً
في حرب الثلاثين عاماً قامت قوات فالنشتاين بالتحرك شمالا تجاه مناطق الدانماركيين، فاحتلت مكلينبيرج، وبومرانيا (مناطق ألمانية جنوب الدانمارك) حتى وصلت ليُتلَند وسيطرت عليها، إلا أن تلك القوات لم تستطع الوصول إلى جزيرة زيلاند (توجد في هذه الجزيرة مدينة كوبنهاغن عاصمة الدنمارك)، حيث لم تكن تملك أي أساطيل بحرية تساعدها في الوصول إلى مبتغاها، كما أن مدن الرابطة الهانزية الموجودة في المنطقة لم تسمح لقوات فالدشتين ببناء أي أسطول على موانئها. اتجه فالدشتين إلى السواحل الألمانية على البلطيق حيث مدينة شترالسند الواقعة في أقصى شمال شرق ألمانيا، وذلك بعد أن يئس من تجاوب موانئ الدانمارك لمطالبه بالإضافة إلى أن ميناء هذه المدينة يحوي المصانع والأدوات اللازمة لبناء أسطول بحري كبير كاف لأداء مهمة احتلال كوبنهاغن والجزر الدانماركية الأخرى، إلا أن بناء الأسطول البحري لم يكتمل إذ أن تكلفته كبيرة مقارنة مع الفائدة التي ستجنى إذا اكتمل غزو الدانمارك.

## الحرب العالمية الأولى
خلال الحرب العالمية الأولى، كانت معركة يُتلند واحدة من أكبر المعارك البحرية في التاريخ.